# Bośnia i Hercegowina na Letnich Igrzyskach Olimpijskich Młodzieży 2010
Bośnię i Hercegowinę na Letnich Igrzyskach Olimpijskich Młodzieży 2010 w Singapurze reprezentowało 5 sportowców w 4 dyscyplinach.

## Medale
| Medal | Zawodnik      | Dyscyplina   | Konkurencja             |
| ----- | ------------- | ------------ | ----------------------- |
|       | Damir Džumhur | Tenis ziemny | Gra pojedyncza chłopców |

## Skład kadry

### Judo
- Eldin Omerović
- Milica Savić

### Lekkoatletyka
- Melika Kasumović

### Pływanie
- Zlatko Alić

### Tenis
- Damir Džumhur